# Ivan Tedesco
Ivan Tedesco (Albuquerque, New Mexico, 12 augustus 1981) is een Amerikaans motorcrosser.

## Carrière
Tedesco begon als kind met motorcrossen samen met zijn broer en vrienden. Hij reed zijn eerste wedstrijd op negenjarige leeftijd en werd professioneel motorcrosser in 1999. Hij begon zijn carrière met Honda. Zo werd hij in 2001 vijfde in het 125cc West Coast supercrosskampioenschap. Vanaf 2002 begon hij met Yamaha te rijden en werd hij derde in het West Coast supercrosskampioenschap. Het seizoen 2003 werd eerder een teleurstelling met een tiende plaats in het East Coast supercrosskampioenschap en een achtste plaats in het Outdoor National kampioenschap. Desondanks kon hij vanaf 2004 rijden met een fabrieksmotor van Kawasaki. Hij bedankte hen door het SX 125cc West Coast kampioenschap te winnen. In het outdoorklassement eindigde hij als zesde. In 2005 behaalde hij drie titels: Outdoor kampioen 125cc, SX 125cc West Coast kampioen, en voor de eerste keer winnaar van de Motorcross der Naties met de Amerikaanse ploeg.
Vanaf 2006 reed Tedesco in de 450cc-klasse, voor Suzuki. Hij werd vierde in het outdoorkampioenschap en won opnieuw de Motorcross der Naties. In 2007 kwam hij niet verder dan enkele top vijf plaatsen. In 2008 keerde hij terug naar Honda, maar boekte geen al te beste resultaten. Seizoen 2009 was beter, Tedesco werd derde in de outdoors en won voor de derde keer de Motorcross der Naties. Vanaf 2010 reed hij achtereenvolgens voor Yamaha, Kawasaki en KTM. Tot op heden heeft Tedesco geen grote resultaten meer geboekt.

## Palmares
- 2004: AMA SX Lites West Coast kampioen
- 2005: AMA SX Lites West Coast kampioen
- 2005: AMA 125cc Outdoor Nationals kampioen
- 2005: Winnaar Motorcross der Naties
- 2006: Winnaar Motorcross der Naties
- 2009: Winnaar Motorcross der Naties